# Pharmacie Royale de Toruń
La Pharmacie Royale (en polonais Apteka Królewska) appelée également  la Pharmacie Des Aigles (Apteka Pod Orłem) est une pharmacie fondée en 1389 par le pharmacien Albert venu de Breslau, elle se trouve dans la ville de Toruń en Pologne. En 1652 elle reçoit son nom. En 1901 son appellation a été temporairement changée en Pharmacie des Aigles. La sculpture de l'aigle orne l'entrée de l'officine. Le bâtiment gothique qui accueille la pharmacie subit des travaux en 1830 à la suite desquels il reçoit le style néo-classique. En 2011, après 622 ans d'existence, la Pharmacie royale a été fermée.